# Islam i Danmark
Islam är den näst minsta religionen i Danmark. Danska myndigheter har ingen officiell statistik på antalet muslimer i Danmark eftersom religiös tillhörighet liksom politisk hemvis anses vara en privatsak som inte ska vara föremål för myndighetsregistrering. De flesta är sunni-muslimer medan shiamuslimer framförallt har sina rötter i Egypten, Sudan, Irak och Maroco.
Invandrare från Turkiet förde med sig sin religion till Danmark i slutet av 1960-talet. Islam växte i Danmark genom anhöriginvandring från 1974 och framåt till de arbetskraftsinvandrare som hade sökt sig till Danmark mot slutet av 1960-talet. Dessa var framförallt ifrån Jugoslavien, Turkiet, Marocko och Pakistan och utgjorde den första fasen av muslimsk invandring till Danmark. Muslimska arbetskraftsinvandrare organiserade sig enligt etniska och nationella mönster då de efter anhöriginvandringen etablerade moskéer, koranskolor och islamiska föreningar.
Den andra fasen av muslimsk invandring tog vid under 1980-talet och antalet muslimer i Danmark ökade snabbt då en mycket stor andel av flyktingar som beviljats asyl i Danmark kommer ifrån muslimska världen på grund av Inbördeskriget i Libanon, Jugoslaviska krigen, Afghanistankriget och Irakkriget. Sedan 1980 har antalet ökat från omkring 29 300 till 236 000 år 2012 och andelen ökat från 0.6% till 4.2% av befolkningen.
År 2000 var islam landets näst största religion och uppskattningsvis 170 000 av Danmarks befolkning muslimer. Många invandrade muslimer var mer aktiva i sin religiösa utövning än flertalet danskar vilket gjorde islam till en viktig identitetsmarkör i de flesta av de stora invandrargrupperna.
Enligt en opinionsundersökning av Wilke från 2015 visade att muslimer blivit mer religiösa då hälften (50%) bad fem gånger om dagen eller mer att jämföra med 37 procent år 2006. Undersökningen visade också på en stigande andel som ansåg att Koranens instruktioner ska följas fullt ut, 77 procent år 2015 mot 62 procent år 2006. Enligt forskare Brian Arly Jacobsen hade muslimer blivit mer religiösa vilket var på tvärs med föreställningen att muslimer på sikt skulle efterlikna danskarnas beteenden som överlag inte är särskilt religiösa.
Uppskattningsvis fanns 263 000 muslimer i Danmark år 2015 och runt 100 moskéer. 